# Plicní červivost
Plicní červivost je onemocnění zvířat způsobené určitými parazitickými hlísticemi (Nematoda), obecně zvanými plicnivky. Dospělí jedinci plicnivek se usazují v průdušnici, průdušinkách nebo plicních sklípcích a způsobují záněty průdušnice, průdušinek či celkové záněty plic. Mezi plicní červivost nepatří červi, kteří se mohou během svého vývoje lokalizovat v plicích (škrkavky, motolice apod.).

## Původce
Původcem onemocnění jsou parazitičtí červi ze třídy Nematoda. Existuje řada druhů lišících se svou morfologií, vývojovým cyklem, lokalizací v definitivním hostiteli a patogenitou. 

## Patogenita a klinické příznaky
Zvířata se nakazí na pastvě (u býložravců) pozřením larev na travinách. Masožravci se nakazí nejčastěji pozřením mezihostitelů, kterými jsou suchozemští a vodní plži, žížaly a další bezobratlí. Larvy a dospělci plicnivek narušují sliznice v plicích, stěny sklípků a průdušinek, dráždí toxickými metabolity a vyvolávají tak zánětlivé reakce. Nejvíce jsou obvykle postižena mladá zvířata [zdroj?]. Při zánětlivých reakcích dochází k masivní tvorbě výpotku, který se hromadí ve sklípcích. Mohou tak vznikat zcela nevzdušné a nefunkční oblasti v plicích. Typickým příznakem je vlhký, chroptivý kašel, hlasité a namáhavé dýchání a výtok z nozder. Spolu s hlenem jsou vykašlávána ve velkém množství i vajíčka a larvy plicnivek. Zvířata jsou náchylnější k virovým a bakteriálním infekcím. Plicní červivost může oslabit jedince natolik, že v zimních měsících není schopen si obstarat potravu a hyne. U spárkaté zvěře se jedinci napadeni plicnivkami stávají častěji kořistí predátorů. Při silné infekci plicnivkami se může ucpat velká část dýchacích cest a zvíře uhyne udušením.

## Diagnostika
- Intravitální – vyšetření trusu larvoskopickou metodou, tzv. Baermannova metoda. Spočívá v tom, že se z trusu vloženého do teplé vody uvolňují larvy, které jsou poté prohlíženy pod mikroskopem.
- postmortální – seškrab ze změněných ložisek v plicích a nález červů, při pitvě se na plicích nacházejí typické zánětlivé změny

## Terapie a prevence
Léčba plicní červivosti je založena na aplikaci benzimidazolových antiparazitik. U spárkaté zvěře se používá mebendazol (v preparátu Rafendazol Premix), fenbendazol (Panacur gran.), albendazol (Vermitan granulát) a ivermectin (Cermix premix). U spárkaté zvěře a divokých prasat se léčivo aplikuje do krmné směsi a podává se zvěři obvykle v zimních měsících. U domácích přežvýkavců se používají preparáty, které se přimíchávají do krmiva nebo se odčervuje injekčně. Nejčastěji se používají ivermektin a albendazol. U psů a koček se používají injekční preparáty, perorální pasty, tablety či spot on přípravky nejčastěji na bázi ivermektinu (IVOMEC, IVOMEC super), levamisolu atd. 
Podobně jako u dalších parazitických helmintů, i u plicnivek vzniká postupná rezistence na benzimidazolové preparáty. Rezistence se vyvíjí rychleji než vývoj nových chemických sloučenin. Proto vědci začali pracovat na jiných způsobech tlumení této parazitózy. V některých zemích jsou již řadu let používány vakcíny proti plicním červům, a to zejména u skotu, ovcí nebo farmově chované spárkaté zvěře.